# Masteria simla
Masteria simla is een spinnensoort in de taxonomische indeling van de Dipluridae.
Het dier behoort tot het geslacht Masteria. De wetenschappelijke naam van de soort werd voor het eerst geldig gepubliceerd in 1966 door Arthur M. Chickering.